# Tucuruí
Tucuruí város Brazíliában, Pará államban. Lakosainak száma 91 306 fő (2022). Tucuruí Breu Branco, Baião, Goianésia do Pará, Novo Repartimento és Pacajá községekkel határos.

## Népesség
A település népességének változása:
| Lakosok száma | 73 798 | 97 128 | 115 144 | 116 605 | 91 306 |
|               | 2000   | 2010   | 2020    | 2021    | 2022   |